# Руденко Ігор Іванович
І́гор Іва́нович Руде́нко (народився 27 серпня 1974) — старший лейтенант Збройних сил України, учасник російсько-української війни.
На виборах до Кіровоградської обласної ради 2015 року балотувався від партії «УКРОП». На час виборів проживав у Олександрії, був безробітним.

## Нагороди
За особисту мужність і героїзм, виявлені у захисті державного суверенітету та територіальної цілісності України, вірність військовій присязі, відзначений — нагороджений
- 27 червня 2015 року — орденом «За мужність» III ступеня,